# Comunità Montana Zona del Gelbison e Cervati
Die Comunità Montana Zona del Gelbison e Cervati ist eine Vereinigung aus zehn Gemeinden in der italienischen Provinz Salerno in der Region Kampanien.
Das Gebiet der Comunità Montana Zona del Gelbison e Cervati umfasst die Gemeinden rund um die Berge Gelbison (Monte Sacro)  und Monte Cervati und hat eine Ausdehnung von 256 km². 
In den zehnköpfigen Rat der Comunità entsenden die Gemeinderäte der beteiligten Kommunen je ein Mitglied.

## Mitglieder
Die Comunità umfasst folgende Gemeinden:
| - Cannalonga - Castelnuovo Cilento - Ceraso - Gioi - Moio della Civitella | - Novi Velia - Orria - Perito - Salento - Vallo della Lucania |